# Chim Bidadari
Chim Bidadari (danh pháp hai phần: Semioptera wallacii) hiện tại là loài độc nhất trong chi Semioptera của họ chim thiên đường. Kích thước cơ thể trung bình, dài khoảng 28 cm. Con trống có túm lông mào óng ánh sắc tím hoa đỉnh hương, lông ức màu xanh của ngọc lục bảo. Đáng chú ý nhất là hai cặp cánh giả bằng lông cánh sơ cấp màu trắng mọc từ khuỷa cánh sơ cấp, có thể phe phẩy lên xuống. Con mái có kích thước nhỏ hơn nhưng lông đuôi dài hơn con trống, cả bộ lông chỉ một màu nâu oliu.
Trong tiếng Indonesia thì Bidadari theo truyền thuyết là tên của 1 vị thần tiên. Nhà điểu học George Robert Gray (trưởng khoa điểu học viện bảo tàng Anh) đặt tên loài là Cánh chuẩn Wallace để vinh danh nhà tự nhiên học Alfred Russel Wallace (cùng thời với Charles Darwin), người phát hiện ra loài chim này năm 1858 và là tác giả cuốn sách về quần đảo Mã Lai.
Sinh sống ở phía tây Indonesia, trở thành loài đặc hữu của quần đảo Spice nổi tiếng, chim Bidadari là loài chim thiên đường điển hình ở vùng cực Tây Indonesia. Thức ăn hằng ngày của chúng chủ yếu là: côn trùng, động vật chân khớp và trái cây.
Trong đời một con trống ghép đôi với nhiều con mái. Chúng tụ tập thành bầy và phô diễn nhiều màn nhào lộn trên không, "rơi tự do" với cánh và lông ức màu lục chói duỗi căng, cùng với mấy cái cánh giả phe phẩy trên lưng.
Bidadari sống trong khu vực hạn hẹp, được xếp loại Ít quan tâm trong Sách đỏ IUCN; nó cũng được liệt trong Phụ lục II, Công ước CITES của Liên hợp quốc.

## Phân loài
- Semioptera wallacii halmaherae
- Semioptera wallacii wallacii